# Контакт (телесеріал)
«Контакт» (англ. Touch) — американський драматичний телесеріал. Прем'єра відбулася 25 січня 2012 року на телеканалі Fox. Телесеріал належить 20th Century Fox Television, Tailwind Productions і Chernin Entertainment. Сценарій написаний Тімом Крінґом; Френсіс Лоуренс, Кетерін Поуп, Кіфер Сазерленд і С'юзан Бімел — виконавчі продюсери. 9 травня 2013 канал закрив серіал після двох сезонів.

## Сюжет
Мартін Бом, удівець і батько-одинак, намагається знайти підхід до свого 11-річного сина Джейка. Дбайливий і розуміючий Мартін перепробував все, щоб встановити контакт з хлопчиком з аутизмом. Джейк ніколи не розмовляє, не проявляє ніяких емоцій і не дозволяє нікому до себе доторкатися. Дитина одержима числами, проводячи дні безперервно, записуючи в своєму зошиті незрозумілі ряди цифр і розбираючи вийшовші з ладу стільникові телефони. Після того як Джейк кілька разів утікає зі школи, Мартіна відвідує соціальний працівник Клеа Хопкінс, яка вважає, що Мартін не може самостійно впоратися з сином. Джейк потрапляє в клініку, незважаючи на відчайдушні заперечення батька. Все змінюється після зустрічі Мартіна з Артуром Теллером, професором і експертом по дітях, що володіють неординарними аналітичними здібностями. Артур приходить до висновку, що Джейк бачить варіації чисел і коефіцієнтів, які пов'язують всіх людей на планеті. Хлопчик може проводити паралелі між минулим і сьогоденням, а також передбачати майбутнє. Теллер говорить Мартіну, що Джейк намагається поєднати різних людей по всьому світу в певний момент, і що його обов'язок як батька допомогти своєму синові зробити це, розшифрувавши послання дитини. Відтепер спроби Мартіна знайти зв'язок з сином будуть визначати долю всього людства…

## У ролях

Рекламний плакат першого сезону

- Кіфер Сазерленд — Мартін Бом (26 епізодів)
- Девід Мезоуз — Джейк Бом, син Мартіна (26 епізодів)
- Гугу Мбата-Роу — Клеа Хопкінс (13 епізодів)
- Лукас Хаас — Кельвін Норбург (13 епізодів)
- Саксон Шарбіно — Амелія Роббінс (13 епізодів)
- Марія Белло — Люсі Роббінс (13 епізодів)
- Саїд Тагмауї — Гільєрмо Ортіс (10 епізодів)
- Денні Ґловер — Артур Теллер (8 епізодів)

### Другорядний та епізодичний склад
- Джонні Ріс — Тревор Вілкокс (13 епізодів)
- Бодхі Елфман — Аврам Хадар (10 епізодів)
- Роксана Брусса — Шері Стреплінг (9 епізодів)
- Кетрін Дент — Ебіґейл Келсі (4 епізоди)
- Девід де Латур — Саймон Плімптон (4 епізоди)
- Саманта Вітейкер — Нелл Плімптон (4 епізоди)
- Д. Б. Суїні — Джозеф Таннер (4 епізоди)
- Майкелті Вільямсон — детектив Ланг (4 епізоди)
- Тітус Веллівер — Рендалл Мід (3 епізоду)
- Карен Девід — Кайла Грехем (1 епізод)
- Рон Ріфкін — Ісаак (1 епізод)
- Енн Дудек — космонавт Аллегра (1 епізод)
- Кіт Девід — Датч (1 епізод)
- Габріель Луна — Тед (1 епізод)
- Єтіде Бадак — Грейс (1 епізод)

## Список серій
Основная статья: Список епізодів телесеріалу «Контакт»